# كريس سميث
كريس سميث (بالإنجليزية: Chris Smith)‏ (5 مارس 1986 غلاسكو المملكة المتحدة - ) هو لاعب كرة قدم بريطاني يلعب كحارس مرمى.

## روابط خارجية
- كريس سميث على موقع قاعدة بيانات كرة القدم.إي يو (الإنجليزية)
- كريس سميث على موقع Soccerbase.com (لاعب) (الإنجليزية)